# Young Buck
David Darnell Brown, más conocido como Young Buck (Nashville, Tennessee, 15 de marzo de 1981) es un rapero y miembro del grupo G-Unit. Tiene contrato con Interscope Records. Se suele referir a su ciudad natal Nashville como "Cashville, Ten-a-key".

## Biografía
Young buck comenzó a rapear a los 12 o 13 años y entró en un estudio dos años después. Vendía drogas en sus años de adolescente y dado que los viejos traficantes se referían a él como "Young Buck", finalmente se terminó por quedar ese seudónimo. A los 16 años consiguió una posibilidad para actuar para el CEO de Cash Money Records, Brian Williams. Young Buck se involucró en las batallas de rap contra los miembros más jóvenes del sello, incluido el futuro rapero Lil Wayne. Williams se quedó tan impresionado con Buck que le ofreció un contrato con Cash Money Records. Young Buck aceptó y dejó los estudios a la edad de 16, y se mudó a Nueva Orleans. Estaría en el sello durante los próximos cuatro años, hasta que decidió volver a casa y comenzar su carrera en solitario.
Sobre ese tiempo, Buck y el rapero D-Tay firmaron por Next Level Records, grabando Thuggin' Til The End. Buck no era feliz en su actual sello, así que rompió el contrato y firmó la compañía discográfica UTP de Juvenile, antiguo compañero suyo en Cash Money. Young Buck comenzó a viajar con ellos, y en un viaje de negocios a Nueva York conoció a Lloyd Banks, Tony Yayo y 50 Cent. 
En poco tiempo, firmó por G-Unit Records. Su primera gran aparición fue en el disco multiplatino Get Rich or Die Tryin' de 50 Cent, en la canción "Blood Hound". Y después junto con 50 Cent y Lloyd Banks en el disco de G-Unit como grupo en el álbum Beg For Mercy, para después lanzarse en solitario con el álbum Straight Outta Ca$hville, Buck seguirá con la compañía discográfica, mas no con el grupo. Más tarde 50 Cent declaró que Buck ya no formaba parte del grupo por tener un grave problema con la cocaína.
Young Buck desesperado y amargo le mandó otro recado sobre el medio sucedido llamado Taped Conversation diciendo:
Bitch niggas do bitch thangs/ Look at 50, what he do just to get fame/ Record my phone call when I spoke from the heart/ That was a year ago, this was a joke from the start/ You a ho, I know/ The only people that record conversations is 5-0
Traduciendo:
Negros Cobardes hacen cosas cobardes/ Solo míralo a 50, lo que hizo para ganar fama/ Grabo mi llamada cuando estaba hablando desde el corazón/ Eso fue hace un año, esto fue un chiste desde el comienzo/ Eres una perra, y lo se/ La única gente que graba conversaciones es la policía.
Lo que significó la rotura de G-Unit.
Durante un tiempo Buck se dedicó a lanzar al mercado una serie de álbumes independientes. En 2012 fue condenado a prisión por posesión de arma no registrada y tiroteo desde un vehículo. Tras 18 meses encerrado en la cárcel salió el 1 de octubre del 2013.
Para sorpresa de todo el panorama musical toda la panda de G-Unit (Yayo, 50, Buck, Banks y el novato Kid kidd) aparecieron en el Summer Jam y tocaron en directo, al día siguiente lanzaron al mercado su nuevo sencillo "Nah I'm Talkin' Bout". Inmediatamente anunciaron su regreso.

## Discografía

### Álbumes de estudio
| Título                   | Detalles | Posición | Posición | Posición | Posición | Posición | Posición | Posición | Posición | Posición | Posición | Certificación   |
| Título                   | Detalles | US       | US R&B   | US Rap   | AUS      | BEL (FL) | CAN      | FRA      | NL       | SWI      | UK       | Certificación   |
| ------------------------ | --- | -------- | -------- | -------- | -------- | -------- | -------- | -------- | -------- | -------- | -------- | --------------- |
| Straight Outta Cashville | - Lanzado: 24 de agosto del 2004 - Productora: G-Unit, Interscope - Formato: CD, casete, descarga digital   | 3        | 2        | —        | 71       | 86       | 1        | 75       | 41       | 94       | 22       | - RIAA: Platino |
| Buck the World           | - Lanzado: 27 de marzo del 2007 - Productora: G-Unit, Interscope, Ca$hville - Formato: CD, descarga digital | 3        | 1        | 1        | —        | —        | 7        | 131      | —        | 87       | —        |                 |

### Álbumes independientes
| Título               | Detalles | Posición | Posición | Posición | Posición |
| Título               | Detalles | US       | US R&B   | US Rap   | US Ind   |
| -------------------- | --- | -------- | -------- | -------- | -------- |
| Born To Be A Thug    | - Lanzado: 10 de octubre del 2002 - Productora: UTP Records, Thug Entertainment - Formato: CD, descarga digital               | —        | —        | —        | —        |
| T.I.P.               | - Lanzado: 8 de noviembre del 2005 - Producotra: John Galt Entertainment - Formato: CD, descarga digital                      | 40       | 11       | 8        | 2        |
| They Don't Bother Me | - Lanzado: 1 de mayo del 2007 - Productora: Street Dance Records - Formato: CD, descarga digital                              | —        | —        | —        | —        |
| The Rehab            | - Lanzado: 7 de septiembre del 2010 - Productora: Ca$hville, Real Talk Entertainment, Fontana - Formato: CD, descarga digital | 56       | 12       | 6        | 6        |
| King David           | - Lanzado: TBA - Productora: Ca$hville, Real Talk Ent., Fontana - Formato: CD, LP, descarga digital                           | —        | —        | —        | —        |

## Singles

### Propios
| Año  | Canción                                          | Posición     | Posición | Posición | Álbum                    |
| Año  | Canción                                          | U.S. Hot 100 | U.S. R&B | U.S. Rap | Álbum                    |
| ---- | ------------------------------------------------ | ------------ | -------- | -------- | ------------------------ |
| 2004 | "Let Me In" (feat. 50 Cent)                      | 34           | 15       | 11       | Straight Outta Cashville |
| 2004 | "Shorty Wanna Ride"                              | 17           | 8        | 6        | Straight Outta Cashville |
| 2004 | "Look at Me Now" (feat. Kon Artis)               | —            | —        | —        | Straight Outta Cashville |
| 2006 | "I Know You Want Me" (feat. Jazze Pha)           | —            | 67       | —        | Buck the World           |
| 2007 | "Buck the World"                                 | 87           | 43       | 22       | Buck the World           |
| 2007 | "Hold On"                                        | —            | —        | —        | Buck the World           |
| 2007 | "U Ain't Goin' Nowhere" (feat. LaToiya Williams) | —            | 57       | —        | Buck the World           |

### Como colaborador
| Año  | Canción                                                                         | Posición     | Posición | Posición | Álbum                         |
| Año  | Canción                                                                         | U.S. Hot 100 | U.S. R&B | U.S. Rap | Álbum                         |
| ---- | ------------------------------------------------------------------------------- | ------------ | -------- | -------- | ----------------------------- |
| 2003 | "P.I.M.P. (remix)" (50 Cent feat. Snoop Dogg, Lloyd Banks, & Young Buck)        | –            | –        | –        | Get Rich or Die Tryin'        |
| 2004 | "Ride Wit U" (Joe feat. G-Unit)                                                 | 56           | 22       | —        | And Then...                   |
| 2005 | "Stay Fly" (Three 6 Mafia feat. Young Buck, Eightball & MJG)                    | 13           | 9        | 3        | Most Known Unknown            |
| 2005 | "I Know You Don't Love Me" (Tony Yayo feat. 50 Cent, Young Buck, & Lloyd Banks) | —            | 105      | —        | Thoughts of a Predicate Felon |
| 2006 | "Rompe (remix)" (Daddy Yankee feat. Lloyd Banks & Young Buck)                   | —            | —        | —        | Barrio Fino En Directo        |
| 2006 | "Give It to Me" (Mobb Deep feat. Young Buck)                                    | —            | 113      | —        | Blood Money                   |
| 2006 | "Money in the Bank" (Lil Scrappy feat. Young Buck)                              | 28           | 7        | 5        | Bred 2 Die Born 2 Live        |

### Apariciones estelares
| Título                             | Año  | Otro artista(s)                                                   | Álbum                                                  |
| ---------------------------------- | ---- | ----------------------------------------------------------------- | ------------------------------------------------------ |
| "All Black"                        | 1999 | D-Tay                                                             | Shippin' and Handlin', Vol. 2                          |
| "All My Life"                      | 1999 | Young Black Teenagers                                             | Riders                                                 |
| "Purse First, Ass Last"            | 1999 | First Born, Bun B                                                 | Riders                                                 |
| "Hard Hitters"                     | 1999 | First Born, D-Tay                                                 | Riders                                                 |
| "Caught In The Wind"               | 1999 | First Born, 50                                                    | Riders                                                 |
| "M.E.M.P.H.I.S."                   | 2000 | Three 6 Mafia, Hypnotize Camp Posse                               | When the Smoke Clears: Sixty 6, Sixty 1                |
| "Walk It Like Ya Talk It"          | 2001 | Smoked Outt                                                       | Done Didit                                             |
| "Wanda"                            | 2001 | Smoked Outt                                                       | Done Didit                                             |
| "You Ready"                        | 2002 | UTP                                                               | The Compilation                                        |
| "Neck Gone"                        | 2002 | UTP                                                               | The Compilation                                        |
| "Less Than A Playa"                | 2002 | UTP                                                               | The Compilation                                        |
| "Streets Done Took Me Under"       | 2002 | UTP                                                               | The Compilation                                        |
| "Don't Be Fucking Wit Me"          | 2002 | UTP                                                               | The Compilation                                        |
| "Warn Em'"                         | 2002 | UTP                                                               | The Compilation                                        |
| "Outro"                            | 2002 | UTP                                                               | The Compilation                                        |
| "Hey Yo!"                          | 2002 | UTP Playas, Lower Level                                           | The Compilation                                        |
| "You Want It (We Got It)"          | 2002 | Soulja Slim, Wacko, Godfather, Tara                               | The Compilation                                        |
| "I Just Wanna Fuck You"            | 2002 | Juvenile, Wacko, Skip                                             | The Compilation                                        |
| "Ya'll In Trouble"                 | 2002 | Lil Tee, Tank, Brother Mohammed, Chill, Tara                      | The Compilation                                        |
| "Gotta Get It"                     | 2002 | Juvenile, JT the Bigga Figga, Billy Cook                          | Gotta Get It                                           |
| "C.E.O. Stacks"                    | 2002 | Juvenile, JT the Bigga Figga, Skip                                | Gotta Get It                                           |
| "A Lil Bit of Everything U.T.P."   | 2002 | G-Unit, UTP Playas                                                | 50 Cent Is the Future                                  |
| "Luv 2 Get High"                   | 2002 | B-Legit, Skip                                                     | Hard 2 B-Legit                                         |
| "Nigger What"                      | 2003 | Skip, Wacko                                                       | Live From Hollygrove                                   |
| "Big Thangs"                       | 2003 | Skip, Wacko                                                       | Live From Hollygrove                                   |
| "Keep It Gangsta"                  | 2003 | Skip, Wacko                                                       | Live From Hollygrove                                   |
| "We Dont Play"                     | 2003 | Skip, UTP Playas                                                  | Live From Hollygrove                                   |
| "Right Thurr"                      | 2003 | 50 Cent                                                           | Takin' It To The Streets                               |
| "Blood Hound"                      | 2003 | 50 Cent                                                           | Get Rich or Die Tryin'                                 |
| "Don't Start No Shit"              | 2003 | Snoop Dogg                                                        | Welcome 2 Tha Chuuch Vol. 3 - Snoop Dogg For Prezident |
| "Chronic's Blowin"                 | 2003 | Snoop Dogg                                                        | Welcome 2 Tha Chuuch Vol. 3 - Snoop Dogg For Prezident |
| "Work Magic"                       | 2004 | Lloyd Banks                                                       | The Hunger For More                                    |
| "I Luv Da Hood"                    | 2004 | The Game                                                          | You Know What It Is Vol. 2                             |
| "Angels Around Me"                 | 2004 | DJ Kay Slay, 50 Cent, Lloyd Banks                                 | The Streetsweeper, Vol. 2                              |
| "O It's On"                        | 2004 | Petey Pablo                                                       | Still Writing in My Diary: 2nd Entry                   |
| "Your Hood"                        | 2004 | Green Lantern, Xzibit                                             | Invasion Part Three: Countdown to Armageddon           |
| "Loyal To The Game"                | 2004 | 2Pac, G-Unit                                                      | Loyal To The Game                                      |
| "I Know You Don't Love Me"         | 2005 | Tony Yayo, Lloyd Banks, 50 Cent                                   | Thoughts of a Predicate Felon                          |
| "Datz Me"                          | 2005 | YoungBloodz                                                       | Ev'rybody Know Me                                      |
| "How The Hell"                     | 2005 | I-20, Ludacris                                                    | The DTP Mixtape                                        |
| "Yappin'"                          | 2005 | Master P                                                          | Ghetto Bill                                            |
| "300 Shots"                        | 2005 | G-Unit, DJ Whoo Kid, M.O.P., Mobb Deep                            | The Return Of The Mixtape Millionaire                  |
| "Last of a Dying Breed"            | 2005 | Young Jeezy, Trick Daddy, Lil Wil                                 | Let's Get It: Thug Motivation 101                      |
| "You Already Know"                 | 2005 | Lloyd Banks, 50 Cent                                              | Get Rich or Die Tryin'                                 |
| "I'll Whip Ya Head Boy"            | 2005 | 50 Cent                                                           | Get Rich or Die Tryin'                                 |
| "Don't Need No Help"               | 2005 |                                                                   | Get Rich or Die Tryin'                                 |
| "Undertaker"                       | 2006 | T.I., Young Dro                                                   | King                                                   |
| "Rob the Robbers"                  | 2006 | Ludacris, I-20                                                    | Release Therapy                                        |
| "I'm Bad"                          | 2006 | Quanie Cash                                                       | Loyalty & Respect Soundtrack                           |
| "Iceman"                           | 2006 | Lloyd Banks, Scarface, 8Ball & MJG                                | Rotten Apple                                           |
| "That'z Me"                        | 2006 | 2Pac, Young Jeezy, Tony Gambino                                   | Tupac Duets: NY 2 Cali                                 |
| "Sleep"                            | 2006 | 2Pac, Chamillionaire                                              | Pac's Life                                             |
| "It'z Not A Dance"                 | 2006 | C-Bo                                                              | Money To Burn                                          |
| "They Shoot'n"                     | 2006 | C-Bo, Spider Loc                                                  | Money To Burn                                          |
| "Slow Down"                        | 2006 | Lyfe Jennings, Doc Black                                          | The Phoenix                                            |
| "Straight Up"                      | 2006 | Trick Daddy                                                       | Back by Thug Demand                                    |
| "Ain't Nothin' Like Me"            | 2007 | Joe, Tony Yayo                                                    | Ain't Nothin' Like Me                                  |
| "Ride or Die"                      | 2007 | Chauncey Black, Rah Digga                                         | Single                                                 |
| "I'm Back"                         | 2007 | Ky-Mani Marley, Louie Rankin                                      | Radio                                                  |
| "I Don't Lie"                      | 2007 | Haystak                                                           | The New South                                          |
| "Tear It Up"                       | 2007 | Starlito                                                          | Starlito's Way                                         |
| "Drank 'N' Drive"                  | 2007 | Ya Boy                                                            | The Fix                                                |
| "26 Inches"                        | 2007 | Blood Raw                                                         | My Life: The True Testimony                            |
| "Fire" (Produced by: Dr. Dre)      | 2007 | 50 Cent, Nicole Scherzinger                                       | Curtis                                                 |
| "Don't Like Me"                    | 2007 | Hot Rod, Nyce Da Future                                           | The Hitman                                             |
| "Where You From"                   | 2007 | E.S.G.                                                            | Unkown                                                 |
| "Drivin Down The Freeway"          | 2007 | The Outlawz, Snoop Dogg, Stormey                                  | Cashville Takeover                                     |
| "Fed's Takin' Pictures"            | 2007 | DJ Drama, Rick Ross, Jim Jones, Willie The Kid, T.I., Young Jeezy | Gangsta Grillz: The Album                              |
| "Talk About Me"                    | 2007 | DJ Drama, Lloyd Banks, Tony Yayo                                  | Gangsta Grillz: The Album                              |
| "God's Plan"                       | 2007 | Hi-Tek, The Outlawz                                               | Hi-Teknology 3: Underground                            |
| "Sukka Dukkas"                     | 2008 | Skatterman & Snug Brim                                            | Word on tha Streets                                    |
| "If I Die II Night"                | 2008 | Bun B, Lyfe Jennings                                              | II Trill                                               |
| "Dead Wrong"                       | 2008 | Jake One                                                          | White Van Music                                        |
| "Piano Man"                        | 2008 | G-Unit                                                            | T.O.S: Terminate on Sight                              |
| "Rider Pt. 2"                      | 2008 | G-Unit                                                            | T.O.S: Terminate on Sight                              |
| "No Day's Off"                     | 2008 | G-Unit                                                            | T.O.S: Terminate on Sight                              |
| "Party Ain't Over"                 | 2008 | G-Unit                                                            | T.O.S: Terminate on Sight                              |
| "I Like The Way She Do It"         | 2008 | G-Unit                                                            | T.O.S: Terminate on Sight                              |
| "Chase Da Cat"                     | 2008 | G-Unit                                                            | T.O.S: Terminate on Sight                              |
| "It Ain't A Problem"               | 2008 | JT the Bigga Figga                                                | Mandatory Business - Block Edition                     |
| "Ridin' Gettin' Blunted"           | 2008 | Starlito                                                          | I Love You, Too                                        |
| "Down South Hustlaz"               | 2009 | Rick Ross, Bun B, Trae, Willie D                                  | Deeper Than Rap                                        |
| "I'm Fine"                         | 2009 | Colin Munroe                                                      | Single                                                 |
| "Round Me"                         | 2009 | Drumma Boy, 8Ball & MJG                                           | Back On My Buck Shit Vol. 2: Change Of Plans           |
| "Ridin"                            | 2009 | Starlito                                                          | Starlito Part 4: The Second Revenge                    |
| "I Love You Too Much"              | 2009 | Starlito                                                          | I Love You, Too Much: The Necessary Evils              |
| "Let's Get It"                     | 2009 | Bigg Steele, Glasses Malone                                       | Back 2 Tha Basics                                      |
| "Go Head"                          | 2009 | Blood Raw                                                         | The Real American Gangstaz                             |
| "Real Talk"                        | 2009 | Blood Raw, Young Jeezy                                            | The Real American Gangstaz                             |
| "Trap Masters"                     | 2009 | Yo Gotti                                                          | Live From The Kitchen                                  |
| "Break Ya Back"                    | 2009 | Will Roush, Redman, Stat Quo, Prodigy                             | Unkown                                                 |
| "Respect My Mind"                  | 2009 | Young Jeezy, Slick Pulla                                          | Trappin' Ain't Dead                                    |
| "Fuck You"                         | 2009 | The Outlawz                                                       | The Lost Songs Vol. 3                                  |
| "Gang Injunction"                  | 2009 | JT the Bigga Figga                                                | Single                                                 |
| "Nigga Owe Me Some Money"          | 2009 | B.G., C-Murder, Lil Boosie, Soulja Slim                           | Too Hood 2 Be Hollywood                                |
| "Whitney & Bobby"                  | 2010 | Jay'Ton, Rick Ross, Trae                                          | Got It By Tha Ton                                      |
| "Lego"                             | 2010 | J. Futuristic                                                     | Mr. Futuristic 2 (Da Return Of Mr. Miyagi)             |
| "Duece's & Trae's"                 | 2010 | Trae, Big Pokey                                                   | Can't Ban Tha Truth                                    |
| "So Many"                          | 2010 | D Eazy, Crooked I                                                 | Street Lingo                                           |
| "Issues" (Produced by: Drumma Boy) | 2010 | 2 Chainz, Playaz Circle                                           | Trap-A-Velli 2: (The Residue)                          |
| "Business Man"                     | 2010 | U.S.D.A                                                           | A One Da Loud Pack                                     |
| "Get To The Money"                 | 2010 | C-Bo                                                              | Unkown                                                 |
| "American Dream"                   | 2010 | Stix Izza                                                         | Bridge To Jupiter                                      |
| "Out Da Way"                       | 2010 | Brotha Lynch Hung                                                 | Da Coke Up Boss                                        |
| "Sell Out Everything"              | 2010 | DJ Freddy Fred, Murphy Lee, Gunplay                               | Return of a St. Lunatic                                |
| "Seen It All"                      | 2010 | The Outlawz                                                       | Killuminati 2K10                                       |
| "This Side (Fuck Boy)"             | 2010 | Triple C's, Boo Rossini, Schife                                   | Project Prezident                                      |
| "Blow My High"                     | 2011 | The Outlawz, Trae                                                 | Killuminati 2K11                                       |
| "So Long"                          | 2011 | HK                                                                | HK                                                     |
| "Choppa Down"                      | 2011 | Waka Flocka, French Montana                                       | Waka Flocka Myers Pt. 2                                |
| "Get Rowdy"                        | 2011 | Drumma Boy, DJ Paul                                               | Clash Of The Titans                                    |
| "Quit Handcuffin'                  | 2011 | D12                                                               | Return Of The Dozen, Vol. 2                            |
| "Pay Off"                          | 2011 | The Outlawz, Kastro                                               | Perfect Timing                                         |
| "I'm On Worldstar"                 | 2011 | Drumma Boy, Gucci Mane, 2 Chainz                                  | The Birth Of D-Boy Fresh                               |
| "Guilty"                           | 2011 | Gucci Mane                                                        | Writings On The Wall 2                                 |
| "Mad At Me"                        | 2011 | DJ Paul, Charlie P                                                | Pray For Forgiveness                                   |
| "She Got"                          | 2011 | Kinfolk Thugs, PlayaFly, GK                                       | Theres Only 1 God                                      |
| "What's Happening"                 | 2011 | Ca$his, Spleen                                                    | Ca$his                                                 |
| "People In The Streets"            | 2011 | Starlito                                                          | @ War W/ Myself                                        |
| "Wake Up"                          | 2011 | Starlito                                                          | Ultimate Warrior                                       |
| "Big Dog"                          | 2011 | Starlito                                                          | Ultimate Warrior                                       |
| "Gotta Whole Lotta"                | 2011 | Starlito, West                                                    | Ultimate Warrior                                       |
| "Take Mine"                        | 2011 | Jmic, Layzie Bone                                                 | The Law of Attraction                                  |
| "Got Em' Killed"                   | 2012 | Lil' Chris, Roc Child                                             | I'm Up Next                                            |
| "#ForeverScoob"                    | 2012 | Starlito, Stix Izza, Tha City Paper, Quanie Cash, Robin Raynelle  | Single                                                 |
| "Car Cloudy"                       | 2012 | The Outlawz                                                       | Outlaw Rydahz, Vol. 1                                  |
| "Callin' My Name"                  | 2012 | C-Bo                                                              | Cali Connection                                        |
| "Gun Shots"                        | 2012 | C-Bo                                                              | Cali Connection                                        |
| "Dedicated Hustler"                | 2012 | C-Bo                                                              | Cali Connection                                        |
| "TN Boyz"                          | 2012 | Criminal Mane, Don Trip                                           | Welcome To My City 2                                   |
| "All Kinds Of Drugs"               | 2012 | Lil Wyte, Lil Wil                                                 | Still Doubted                                          |
| "Something On Your Mind"           | 2012 | Allie Baby, 2 Chainz                                              | DJ Smallz - Southern Smoke Radio Pt. 11                |
| "No Warning"                       | 2012 | C-Bo, Omar Gooding                                                | Orca                                                   |
| "On My Counter"                    | 2012 | Rukus 100                                                         | Money Hungry                                           |
| "I Have Nothing"                   | 2012 | Starlito                                                          | Produced by Coop: The Starlito Tape                    |
| "If I Have To"                     | 2012 | Starlito                                                          | Produced by Coop: The Starlito Tape                    |
| "Ridin Gettin Blunted"             | 2012 | Starlito                                                          | Produced by Coop: The Starlito Tape                    |
| "Grind Hard 4 The $$"              | 2012 | Starlito, Yo Gotti, Robin Raynelle                                | Produced by Coop: The Starlito Tape                    |
| "By Myself"                        | 2012 | MJG, TMack                                                        | Bitches Money Guns                                     |
| "CTN Way"                          | 2012 | Goatalini, Hambino, Clacc Dude                                    | Actin' Brand New                                       |
| "Breaking All The Rules"           | 2013 | Rukus 100                                                         | Smokin' Out The Pound                                  |
| "Key To My Heart"                  | 2013 | Rukus 100, The Fatal 4                                            | Smokin' Out The Pound                                  |
| "Hard Drugz"                       | 2013 | 6 Tre G                                                           | El Trapo                                               |
| "Talk About It"                    | 2013 | Charlie P                                                         | The Black Market                                       |
| "Goonz"                            | 2013 | Ca$his, Novoa                                                     | Unkown                                                 |
| "I Wanna Be Your Man"              | 2013 | K.O. MCcoy, Mark Morrison                                         | Against The World                                      |
| "Trap Phone"                       | 2013 | Paperchase                                                        | The Next Big Thang Pt. 2                               |
| "Put Da Clip In"                   | 2013 | Young Noble, C-Bo                                                 | Outlaw Nation Vol. 2                                   |
| "Tonite"                           | 2013 | E.D.I. Mean, Hussein Fatal, Young Noble                           | O.G. Est. 1992                                         |
| "Talk Nasty"                       | 2013 | Gangsta Boo                                                       | It's Game Involved                                     |
| "They Hate Me"                     | 2013 | Lil Scrappy                                                       | Reparations                                            |
| "Top Down"                         | 2013 | Peter Jackson, G5ive                                              | Good Company                                           |
| "Living Dangerous"                 | 2014 | DJ Whoo Kid, Chris Webby                                          | The N Word Bond Project                                |
| "Rolling Stone"                    | 2014 | DJ Kay Slay, Game, Papoose                                        | The Rise of a City                                     |
| "Out In A Blaze"                   | 2014 | Hussein Fatal, Young Noble, EDIDON, 2Pac                          | Jerzey Giantz                                          |
| "Murda Barz"                       | 2014 | DJ OP, Styles P, Uncle Murda                                      | I Refuse to Lose                                       |
| "Devil’s Advocate"                 | 2014 | Tony Yayo                                                         | El Chapo 3                                             |
| "Amerikkka"                        | 2014 | Tha City Paper, Paperchase                                        | Paper View 2                                           |
| "Action" (Produced by: Drumma Boy) | 2014 | C-Good, Drumma Boy                                                | XXX                                                    |
| "Murda"                            | 2014 | DJ Kay Slay, Gunplay, N.O.R.E.                                    | The Last Hip Hop Disciple                              |
| "Talk 2 Me"                        | 2014 | Lil' Bankhead, Cap. 1, Jim Jones                                  | 0                                                      |
| "Choppa On Deck"                   | 2014 | Yukmouth, C-Bo                                                    | GAS (Grow & Sale)                                      |